# Hôtel Borrilli
L'hôtel Borrilli est un hôtel particulier situé au 2 Rue des Brémondi, à Aix-en-Provence.

## Construction et historique
L'hôtel fut reconstruit en 1606 pour Louise Mérindol, la veuve de Mr N.Borrilli, notaire à Aix (mort en 1648).
Boniface Borrilli, autre représentant de la longue lignée familiale de notaires (« Quatorze Borrilli , père, fils, oncles, neveux ou cousins ont été notaires à Aix pendant environ 260 ans, depuis un François Borrilli reçu en 1385, jusqu'à Boniface mort exerçant le même office en 1648 »), amateur d'art et collectionneur, y installa son riche cabinet de tableaux, de sculptures et monnaies anciennes au tournant du XVIIe siècle. Le roi Louis XIII, de passage à Aix en 1624, vint y admirer sa collection et lui fit don de son baudrier personnel. Boniface Borreli avait hérité de Nicolas-Claude Fabri de Peiresc le portrait de Pierre Paul Rubens par Antoine van Dyck, en 1637.
La porte de l'hôtel est inscrite au titre des monuments historiques en 1949.

## Architecture
L'escalier principal à quartier tournant aligne des masques de femmes et d'hommes aux coins (écoinçons) à chaque niveau.
On peut y discerner des trophées guerriers dans des encadrements géométriques ainsi que des entrelacs en rosaces, sous les volées droites et les paliers.